# Villanova Monteleone
Villanova Monteleone – miejscowość i gmina we Włoszech, w regionie Sardynia, w prowincji Sassari.
Według danych na rok 2004 gminę zamieszkiwało 2588 osób, 12,8 os./km². Graniczy z Alghero, Bosa, Ittiri, Monteleone Rocca Doria, Montresta, Padria, Putifigari, Romana i Thiesi.